# Baldur von Schirach
Baldur Benedikt von Schirach (9. maj 1907 i Berlin – 8. august 1974 i Kröv) var tysk NSDAP-politiker fra 1925 til 1945, rigsungdomsleder og chef for Hitlerjugend fra 1933 til 1940 og Gauleiter og statholder i Wien under 2.verdenskrig.

## Baggrund
Baldur von Schirach blev født som det yngste af fire børn i en velhavende familie i Berlin, hvor hans far var teaterdirektør. Hans mor var amerikansk og nedstammede fra "Mayflower"-emigranter. Han talte engelsk de første fire år af sit liv, inden han lærte tysk. Hans ældre bror Karl begik selvmord som attenårig. Søsteren Rosalind blev operasangerinde. 

## Nazismen
Schirach blev medlem af NSDAP i 1925. I 1932 blev han gift med Henriette Hoffmann, der var datter af Hitlers personlige fotograf og ven, Heinrich Hoffmann. Det bragte ham ind i inderkredsen omkring Hitler.
I 1933 blev han leder af Hitlerjugend.
Han ytrede forsigtig kritik mod behandlingen af jøderne og forbød sine underordnede i HJ at deltage i krystalnatten.
I 1940 blev han gauleiter i Wien, en stilling han beholdt krigen ud. I Wien var han ansvarlig for transporter af jøder til koncentrationslejre, hvad han selv kaldte sit bidrag til den europæiske kultur. Han sad i sin loge i Wieneroperaen, efter at han havde ladet hovedbanegården afspærre pga. jødetransporter.
I september 1940 organiserede Schirach evakueringen af fem millioner børn fra byerne, fordi de var truet af allierede bombeangreb.

Da han 24. juni 1943 forlangte en bedre behandling af østeuropæere, faldt han i unåde hos Hitler. Også hans kone, som han havde tre sønner og en datter med, var kritisk over for jødeforfølgelserne. Under et ophold i Nederlandene havde hun været vidne til den brutale deportation af jøder. Det nævnte hun for Hitler, da hun blev inviteret til hans landsted Berghof. Det faldt Hitler for brystet, og han skreg: "De er sentimental, fru von Schirach! De må lære at hade! Hvad vedkommer jødiske kvinder i Nederlandene Dem?" Henriette blev aldrig mere inviteret til Berghof.
Schirach var til stede ved Himmlers "hemmelige tale" i Poznan i 1943, og han må have vidst, hvad der foregik i lejrene. 

## Efter krigen
Schirach blev idømt tyve års fængsel for krigsforbrydelser ved Nürnbergprocessen. Han og Albert Speer var de eneste, der erkendte medskyld i nazismens forbrydelser. De afsonede deres dom i Spandau-fængslet.
Baldur og Henriette von Schirach blev skilt i 1950.
Han og Speer blev løsladt 1.oktober 1966. Han var svækket af sygdom og næsten blind.
Efter løsladelsen førte Schirach et stille liv i Sydtyskland, hvor han skrev sine memoirer Ich glaubte an Hitler (= Jeg troede på Hitler), som udkom i 1967. I dem afviser han ethvert kendskab til udryddelseslejrne. Han levede tilbagetrukket til sin død.

## Efterkommere
Hans sønnesøn Ferdinand von Schirach er forsvarsadvokat og forfatter og gik i klasse med en sønnesøn af Claus von Stauffenberg. De to er stadigvæk venner. Ferdinand von Schirachs bøger oversættes til dansk. 
|  |